# World Series of Poker 2012
Die World Series of Poker 2012 war die 43. Austragung der Poker-Weltmeisterschaft und fand ab dem 27. Mai 2012 im Rio All-Suite Hotel and Casino in Paradise am Las Vegas Strip statt. Sie endete mit dem Finaltisch des Main Events, der vom 28. bis 31. Oktober 2012 gespielt wurde.

## Turniere

### Struktur
Insgesamt standen 61 Pokerturniere in den Varianten Texas- und Omaha Hold’em, Seven Card Stud, Razz, 2-7 Triple Draw sowie in den gemischten Varianten H.O.R.S.E., 8-Game und 10-Game auf dem Turnierplan. Der Buy-in lag zwischen 500 und einer Million US-Dollar. Für einen Turniersieg bekamen die Spieler neben dem Preisgeld ein Bracelet. Yen Dang, Vanessa Selbst und Allyn Jaffrey Shulman waren als einzige Frauen erfolgreich, Greg Merson gewann als einziger Spieler zwei Bracelets.

### Turnierplan

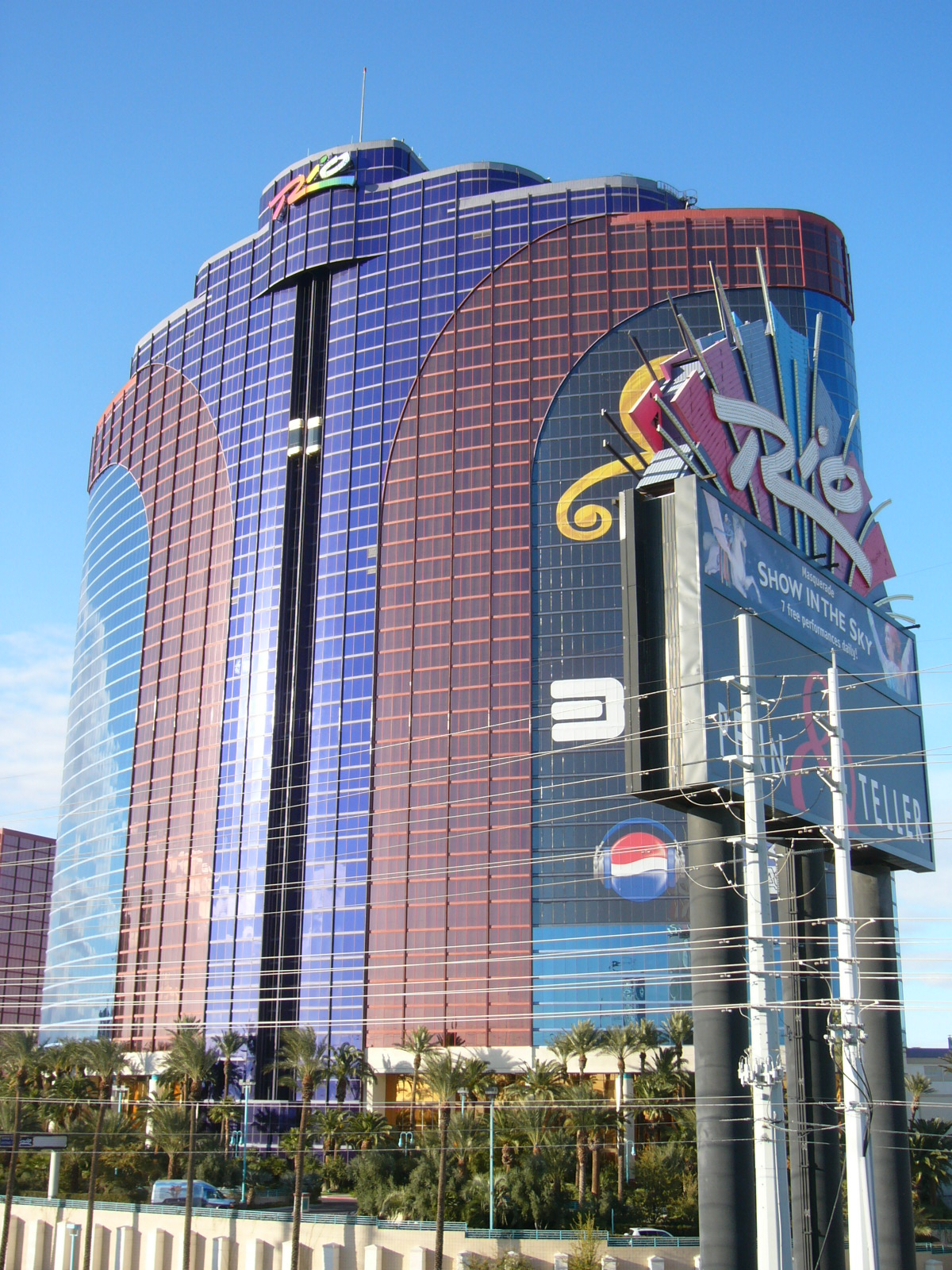
Das Rio All-Suite Hotel and Casino am Las Vegas Strip

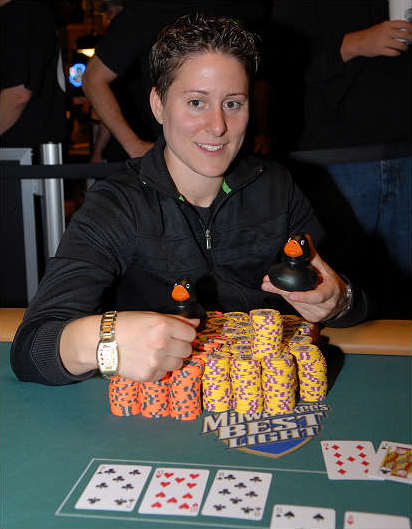
Vanessa Selbst gewann bei Turnier #52 als eine von insgesamt drei Frauen ein Bracelet

Im Falle eines mehrfachen Braceletgewinners gibt die Zahl hinter dem Spielernamen an, das wievielte Bracelet in diesem Turnier gewonnen wurde.
| #  | Buy-in (in $) | Turnier                                     | Turnierbeginn | Teilnehmer | Sieger                   | Herkunft               | Preisgeld (in $) |
| -- | ------------- | ------------------------------------------- | ------------- | ---------- | ------------------------ | ---------------------- | ---------------- |
| 1  | 0.000.500     | Casino Employees No-Limit Hold’em           | 27. Mai 2012  | 0732       | Chiab Saechao            | Vereinigte Staaten     | 00.070.859       |
| 2  | 0.001.500     | No-Limit Hold’em                            | 28. Mai 2012  | 2101       | Brent Hanks              | Vereinigte Staaten     | 00.517.725       |
| 3  | 0.003.000     | Heads-Up No-Limit Hold’em / Pot-Limit Omaha | 29. Mai 2012  | 0317       | Leif Force               | Vereinigte Staaten     | 00.207.708       |
| 4  | 0.001.500     | Seven Card Stud Hi-Low 8 or Better          | 29. Mai 2012  | 0622       | Cory Zeidman             | Vereinigte Staaten     | 00.201.559       |
| 5  | 0.001.500     | Pot-Limit Hold’em                           | 30. Mai 2012  | 0639       | Nick Jiwkow              | Bulgarien              | 00.189.818       |
| 6  | 0.005.000     | No-Limit Hold’em Mixed Max                  | 31. Mai 2012  | 0409       | Aubin Cazals             | Frankreich             | 00.480.564       |
| 7  | 0.001.500     | Seven Card Stud                             | 31. Mai 2012  | 0367       | Andy Bloch               | Vereinigte Staaten     | 00.126.363       |
| 8  | 0.001.500     | Omaha Hi-Low Split-8 or Better              | 1. Juni 2012  | 0967       | Herbert Tapscott         | Vereinigte Staaten     | 00.264.400       |
| 9  | 0.001.500     | No-Limit Hold’em Re-entry                   | 3. Juni 2012  | 3404       | Ashkan Razavi            | Kanada                 | 00.781.398       |
| 10 | 0.005.000     | Seven Card Stud                             | 3. Juni 2012  | 0145       | John Monnette (2)        | Vereinigte Staaten     | 00.190.826       |
| 11 | 0.001.500     | Pot-Limit Omaha                             | 4. Juni 2012  | 0970       | Vincent van der Fluit    | Niederlande            | 00.265.211       |
| 12 | 0.010.000     | Heads-Up No-Limit Hold’em Championship      | 5. Juni 2012  | 0152       | Brian Hastings           | Vereinigte Staaten     | 00.371.498       |
| 13 | 0.001.500     | Limit Hold’em                               | 5. Juni 2012  | 0730       | David Arsht              | Vereinigte Staaten     | 00.211.921       |
| 14 | 0.001.500     | No-Limit Hold’em Shootout                   | 6. Juni 2012  | 1138       | Brandon Schaefer         | Vereinigte Staaten     | 00.311.174       |
| 15 | 0.005.000     | Seven Card Stud Hi-Low Split-8 or Better    | 6. Juni 2012  | 0212       | Adam Friedman            | Vereinigte Staaten     | 00.269.037       |
| 16 | 0.001.500     | No-Limit Hold’em / Six Handed               | 7. Juni 2012  | 1604       | Matt Matros (3)          | Vereinigte Staaten     | 00.454.835       |
| 17 | 0.010.000     | Pot-Limit Hold’em                           | 8. Juni 2012  | 0179       | Andy Frankenberger (2)   | Vereinigte Staaten     | 00.445.899       |
| 18 | 0.002.500     | Seven Card Razz                             | 8. Juni 2012  | 0309       | Phil Hellmuth (12)       | Vereinigte Staaten     | 00.182.793       |
| 19 | 0.001.500     | No-Limit Hold’em                            | 9. Juni 2012  | 2302       | Cliff Goldkind           | Vereinigte Staaten     | 00.559.514       |
| 20 | 0.005.000     | Limit Hold’em                               | 9. Juni 2012  | 0166       | Benjamin Scholl          | Vereinigte Staaten     | 00.206.760       |
| 21 | 0.001.000     | No-Limit Hold’em                            | 10. Juni 2012 | 2799       | Michael Gathy            | Belgien                | 00.440.829       |
| 22 | 0.002.500     | 2-7 Triple Draw Lowball (Limit)             | 10. Juni 2012 | 0228       | Randy Ohel               | Vereinigte Staaten     | 00.145.247       |
| 23 | 0.003.000     | No-Limit Hold’em / Six Handed               | 11. Juni 2012 | 0924       | Simon Charette           | Kanada                 | 00.567.624       |
| 24 | 0.005.000     | Omaha Hi-Low Split-8 or Better              | 11. Juni 2012 | 0256       | Joe Cassidy              | Vereinigte Staaten     | 00.294.777       |
| 25 | 0.001.500     | Limit Hold’em Shootout                      | 12. Juni 2012 | 0366       | Brian Meinders           | Vereinigte Staaten     | 00.116.118       |
| 26 | 0.003.000     | Pot-Limit Omaha                             | 12. Juni 2012 | 0589       | Austin Scott             | Vereinigte Staaten     | 00.361.797       |
| 27 | 0.001.500     | H.O.R.S.E.                                  | 13. Juni 2012 | 0889       | Ylon Schwartz            | Vereinigte Staaten     | 00.267.081       |
| 28 | 0.002.500     | No-Limit Hold’em / Four Handed              | 14. Juni 2012 | 0750       | Timothy Adams            | Kanada                 | 00.392.476       |
| 29 | 0.001.000     | Seniors No-Limit Hold’em Championship       | 15. Juni 2012 | 4128       | Allyn Jaffrey Shulman    | Vereinigte Staaten     | 00.603.713       |
| 30 | 0.001.500     | 2-7 Draw Lowball (No-Limit)                 | 15. Juni 2012 | 0285       | Larry Wright             | Vereinigte Staaten     | 00.101.975       |
| 31 | 0.001.500     | No-Limit Hold’em                            | 16. Juni 2012 | 2811       | Carter Phillips (2)      | Vereinigte Staaten     | 00.664.130       |
| 32 | 0.010.000     | H.O.R.S.E.                                  | 16. Juni 2012 | 0178       | David „Bakes“ Baker (2)  | Vereinigte Staaten     | 00.451.779       |
| 33 | 0.001.000     | No-Limit Hold’em                            | 17. Juni 2012 | 2795       | Max Steinberg            | Vereinigte Staaten     | 00.440.238       |
| 34 | 0.005.000     | Pot-Limit Omaha / Six Handed                | 18. Juni 2012 | 0419       | Naoya Kihara             | Japan                  | 00.512.029       |
| 35 | 0.002.500     | Mixed Hold’em (Limit/No-Limit)              | 18. Juni 2012 | 0393       | Chris Tryba              | Vereinigte Staaten     | 00.210.107       |
| 36 | 0.003.000     | No-Limit Hold’em Shootout                   | 19. Juni 2012 | 0587       | Craig McCorkell          | Vereinigtes Konigreich | 00.368.593       |
| 37 | 0.002.500     | Eight Game Mix                              | 19. Juni 2012 | 0477       | David „ODB“ Baker        | Vereinigte Staaten     | 00.271.312       |
| 38 | 0.001.500     | No-Limit Hold’em                            | 20. Juni 2012 | 2534       | Dung Nguyen              | Vereinigte Staaten     | 00.607.200       |
| 39 | 0.010.000     | Pot-Limit Omaha                             | 21. Juni 2012 | 0293       | Jan-Peter Jachtmann      | Deutschland            | 00.661.000       |
| 40 | 0.002.500     | Limit Hold’em Six Handed                    | 21. Juni 2012 | 0302       | Ronnie Bardah            | Vereinigte Staaten     | 00.182.088       |
| 41 | 0.003.000     | No-Limit Hold’em                            | 22. Juni 2012 | 1394       | Greg Ostrander           | Vereinigte Staaten     | 00.742.072       |
| 42 | 0.002.500     | Omaha/Seven Card Stud Hi-Low 8 or Better    | 22. Juni 2012 | 0393       | Oleksij Kowaltschuk (2)  | Ukraine                | 00.228.014       |
| 43 | 0.001.500     | No-Limit Hold’em                            | 23. Juni 2012 | 2770       | Henry Lu                 | Vereinigte Staaten     | 00.654.380       |
| 44 | 0.001.000     | No-Limit Hold’em                            | 24. Juni 2012 | 2949       | Rocco Palumbo            | Italien                | 00.464.464       |
| 45 | 0.050.000     | The Poker Player’s Championship             | 24. Juni 2012 | 0108       | Michael Mizrachi (3)     | Vereinigte Staaten     | 01.451.527       |
| 46 | 0.002.500     | No-Limit Hold’em                            | 25. Juni 2012 | 1607       | Joey Weissman            | Vereinigte Staaten     | 00.694.609       |
| 47 | 0.001.500     | Pot-Limit Omaha Hi-Low Split-8 or Better    | 26. Juni 2012 | 0978       | Steven Loube             | Vereinigte Staaten     | 00.267.345       |
| 48 | 0.003.000     | Limit Hold’em                               | 26. Juni 2012 | 0247       | Kenny Hsiung             | Vereinigte Staaten     | 00.165.205       |
| 49 | 0.001.500     | Ante Only No-Limit Hold’em                  | 27. Juni 2012 | 0939       | Greg Hobson              | Vereinigte Staaten     | 00.256.691       |
| 50 | 0.005.000     | No-Limit Hold’em                            | 28. Juni 2012 | 1001       | Peter Vilandos (3)       | Vereinigte Staaten     | 00.952.694       |
| 51 | 0.001.000     | Ladies No-Limit Hold’em Championship        | 29. Juni 2012 | 0936       | Yen Dang                 | Vereinigte Staaten     | 00.170.587       |
| 52 | 0.002.500     | 10-Game Mix / Six Handed                    | 29. Juni 2012 | 0421       | Vanessa Selbst (2)       | Vereinigte Staaten     | 00.244.259       |
| 53 | 0.001.500     | No-Limit Hold’em                            | 30. Juni 2012 | 3166       | Jim Willerson            | Vereinigte Staaten     | 00.737.248       |
| 54 | 0.001.000     | No-Limit Hold’em                            | 1. Juli 2012  | 3221       | Will Jaffe               | Vereinigte Staaten     | 00.500.075       |
| 55 | 1.000.000     | The Big One for One Drop – No-Limit Hold’em | 1. Juli 2012  | 0048       | Antonio Esfandiari (2)   | Vereinigte Staaten     | 18.346.673       |
| 56 | 0.001.500     | No-Limit Hold’em                            | 2. Juli 2012  | 2798       | Tomáš Junek              | Tschechien             | 00.661.022       |
| 57 | 0.010.000     | No-Limit Hold’em / Six Handed               | 3. Juli 2012  | 0474       | Greg Merson              | Vereinigte Staaten     | 01.136.197       |
| 58 | 0.003.000     | Pot-Limit Omaha Hi-Low Split-8 or Better    | 3. Juli 2012  | 0526       | Wjatscheslaw Schukow (2) | Russland               | 00.330.277       |
| 59 | 0.001.000     | No-Limit Hold’em                            | 4. Juli 2012  | 4620       | Dominik Nitsche          | Deutschland            | 00.654.797       |
| 60 | 0.010.000     | 2-7 Draw Lowball (No-Limit)                 | 5. Juli 2012  | 0101       | Nick Schulman (2)        | Vereinigte Staaten     | 00.294.321       |
| –  | 0.010.000     | WSOP National Championship                  | 6. Juli 2012  | 0157       | Ryan Eriquezzo           | Vereinigte Staaten     | 00.416.051       |
| 61 | 0.010.000     | No-Limit Hold’em Main Event                 | 7. Juli 2012  | 6598       | Greg Merson (2)          | Vereinigte Staaten     | 08.531.853       |

### Main Event

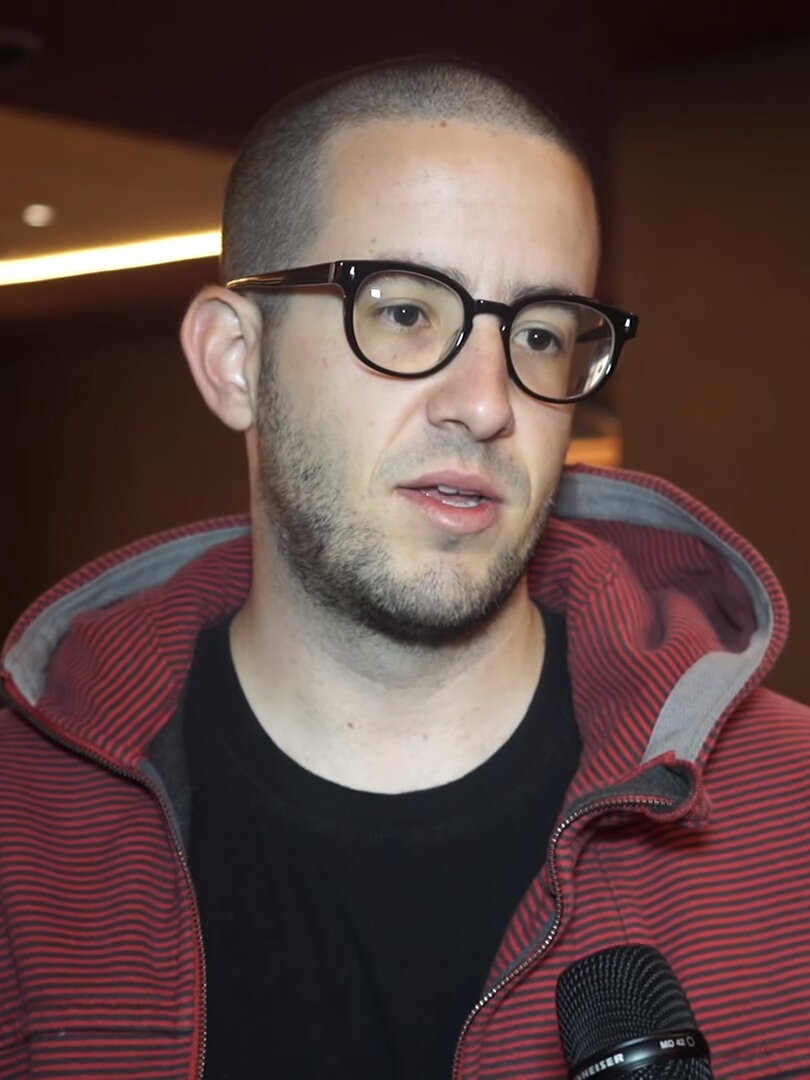
Greg Merson (2015)

Der Finaltisch begann am 28. Oktober 2012. In der finalen Hand gewann Merson mit K♦ 5♦ gegen Sylvia mit Q♠ J♠.
| Platz | Herkunft           | Spieler          | Alter * | Preisgeld (in $) |
| ----- | ------------------ | ---------------- | ------- | ---------------- |
| 1     | Vereinigte Staaten | Greg Merson      | 24      | 8.531.853        |
| 2     | Vereinigte Staaten | Jesse Sylvia     | 26      | 5.295.149        |
| 3     | Vereinigte Staaten | Jacob Balsiger   | 21      | 3.799.073        |
| 4     | Vereinigte Staaten | Russell Thomas   | 24      | 2.851.537        |
| 5     | Vereinigte Staaten | Jeremy Ausmus    | 32      | 2.155.313        |
| 6     | Ungarn             | András Koroknai  | 30      | 1.640.902        |
| 7     | Vereinigte Staaten | Michael Esposito | 43      | 1.258.040        |
| 8     | Vereinigte Staaten | Robert Salaburu  | 27      | 0.971.360        |
| 9     | Vereinigte Staaten | Steve Gee        | 57      | 0.754.798        |

## Expansion
Vom 21. September bis 4. Oktober 2012 wurde im Casino Barrière Le Croisette im französischen Cannes die World Series of Poker Europe 2012 ausgetragen, bei der sieben Bracelets ausgespielt wurden.

## Player of the Year
Die Auszeichnung als Player of the Year erhielt der Spieler, der über alle Turniere hinweg die meisten Punkte sammelte. Von der Wertung waren nicht für alle Spieler zugängliche Turniere ausgenommen. Das Ranking beinhaltete auch die Turniere der World Series of Poker Europe. Sieger Greg Merson gewann zwei Bracelets, darunter das renommierte Main Event. Insgesamt erreichte er fünfmal die Geldränge.
| Platz | Herkunft           | Spieler            | Punkte |
| ----- | ------------------ | ------------------ | ------ |
| 1     | Vereinigte Staaten | Greg Merson        | 981,13 |
| 2     | Vereinigte Staaten | Phil Hellmuth      | 889,33 |
| 3     | Vereinigte Staaten | Antonio Esfandiari | 683,10 |
| 4     | Vereinigte Staaten | John Monnette      | 623,25 |
| 5     | Vereinigte Staaten | Phil Ivey          | 568,70 |
| 6     | Vereinigte Staaten | Michael Mizrachi   | 568,70 |
| 7     | Vereinigte Staaten | David „ODB“ Baker  | 517,13 |
| 8     | Vereinigte Staaten | Joseph Cheong      | 501,75 |
| 9     | Kanada             | Timothy Adams      | 482,78 |
| 10    | Vereinigte Staaten | Andy Frankenberger | 481,86 |